# Aulonothroscus projectifrons
Aulonothroscus projectifrons is een keversoort uit de familie dwergkniptorren (Throscidae). De wetenschappelijke naam van de soort werd in 1969 gepubliceerd door Antonio Cobos Sánchez.